# چونگ سو سونگ
چونگ سو سونگ (Chung So-sung) (۱۱ فوریه ۱۹۴۴ – ۲۴ اکتبر ۲۰۲۰) نویسنده اهل کره جنوبی بود.

## زندگی
چونگ سو سونگ در سال ۱۹۴۴ در بونگوا، گیونگ سانگبوک -دو به دنیا آمد. او مدرک لیسانس و فوق لیسانس خود را در رشته ادبیات فرانسه از دانشگاه ملی سئول دریافت کرد. سپس دکترای خود را در رشته ادبیات فرانسه از دانشگاه گرنوبل سوم فرانسه دریافت کرد. از سال ۱۹۸۵ تا ۲۰۰۹ او استاد ادبیات فرانسه در کالج هنرهای لیبرال دانشگاه دانکوک بود.

## نوشتن
رمان Atene ganeun bae (아테네 가는 배 کشتی به مقصد آتن) که برنده هفدهمین جایزه ادبی دونگین شد، یک اثر داستانی منحصر به فرد و ممتاز است که در مورد واقعیت تاریخی تقسیم کره با موضوع رمز و راز نوشته شده‌است. و حس سرنوشت دردناک تقسیم کره را با اساطیر یونان مقایسه می‌کند.
رمان Du anae او (두 아내 دو همسر، ۲ جلد)، که موضوع تراژدی یک کشور تقسیم شده را بررسی می‌کند.

## آثار

### مجموعه داستان‌های کوتاه
- آتن گانیون بائه (아테네 가는 배 کشتی به مقصد آتن)، کتاب دانگ سوه، ۱۹۸۶.
- باند Tteugeo-un (뜨거운 강 The Hot River)، انتشارات Dong-A، ۱۹۸۸.
- تا-اینوی سیسون (타인의 시선 نگاه دیگران)، چونگریم، ۱۹۸۸.
- Honhyeolui ttang (혼혈의 땅 The Land of the Mixed-Blood)، چینوو، ۱۹۹۰.
- Byeorange maedalin sanae (벼랑에 매달린 사내 مردی آویزان از صخره)، انتشارات دونگ-آ، ۱۹۹۱.

### رمان‌ها
- Cheonnyeoneul naerineun nun (천년을 내리는 눈 The Snow of Thousand Years)، جونگومسا، ۱۹۸۳.
- Akyeongui jib (악령의 집 The House of Demons)، گوریوون، ۱۹۸۹.
- Yeojaui seong (여자의 성 جنسیت زنان)، Segye Ilbo، ۱۹۹۰.
- باند آنگا نائرینیون (안개 내리는 강 رودخانه مه آلود، ۲ جلد)، کتاب‌های باز، ۱۹۹۰.
- گاریما تان یئوین (가리마 탄 여인 زن با موهای باز، ۲ جلد)، چوسان ایلبو، ۱۹۹۱.
- Jebikkot (제비꽃 Violet), Jayu Munhaksa، ۱۹۹۲.
- Choehu-ui Yeonin (최후의 연인 آخرین عاشق)، گوریوون، ۱۹۹۳.
- Sarangui wonjoe (사랑의 원죄 گناه اصلی عشق، ۲ جلد)، جونگ آنگ ایلبو، ۱۹۹۴.
- Daedongyeojido (대동여지도 Daedongyeojido، ۵ جلد)، Jayu Munhaksa، ۱۹۹۴.
- Unmyeong (운명 Destiny), Byeokseojeong، ۱۹۹۶.
- Taeyangin (태양인 مردم خورشید، ۲ جلد)، Yolimwon، ۱۹۹۷.
- Du anae (두 아내 دو همسر، ۲ جلد)، انتشارات Chanseom، ۱۹۹۹.
- Baramui yeoin (바람의 여인 The Woman of the Wind), Silcheon Munhak، ۲۰۰۵.
- سئولهیانگ (설향)، شعر و مقاله، ۲۰۱۲.

### ترجمه
- Les deux épouses (فرانسوی)[۱]

## جوایز
- هفدهمین جایزه ادبی دونگین (۱۹۸۵)
- اولین جایزه ادبیات یون دونگجو (۱۹۸۵)
- اولین جایزه ادبی Manwu Park Young-joon (1988)
- بیست و نهمین جایزه ادبیات ولتان (۱۹۹۵)
- هشتمین جایزه ادبی Muksa Ryu Juhyeon (2012)
- جایزه هنرمند Bonghwa در سال ۲۰۱۵ از زادگاهش Bonghwa به او اعطا شد.[۲]